# Live: Hallelujah
Live: Hallelujah es un álbum en vivo de Sammy Hagar and the Waboritas, publicado el 20 de mayo de 2003 por el sello Silverline Records.

## Lista de canciones
1. "Shaka Doobie (The Limit)" (Sammy Hagar) – 3:30
2. "Three Lock Box" (Sammy Hagar) – 3:40
3. "There's Only One Way to Rock" (Sammy Hagar) – 4:05
4. "Give to Live" (Sammy Hagar) - 4:08
5. "Top of the World" (Michael Anthony/Sammy Hagar/Alex Van Halen/Edward Van Halen) – 3:50
6. "Deeper Kinda Love" (Larry Dvoskin/Sammy Hagar) – 4:27
7. "Why Can't This Be Love" (Michael Anthony/Sammy Hagar/Alex Van Halen/Edward Van Halen) – 3:46
8. "Eagles Fly" (Sammy Hagar) – 5:02
9. "Little White Lie" (Sammy Hagar) – 3:41
10. "Rock Candy" (Denny Carmassi/Bill Church/Sammy Hagar/Ronnie Montrose) – 4:40
11. "I Can't Drive 55" (Sammy Hagar) – 4:55
12. "Mas Tequila" (Gary Glitter/Sammy Hagar/Mike Leander) – 5:19
13. "Heavy Metal" (Sammy Hagar/Jim Peterik) – 4:47
14. "When It's Love" (Michael Anthony/Sammy Hagar/Alex Van Halen/Edward Van Halen) – 5:38
15. "Right Now" (Michael Anthony/Sammy Hagar/Alex Van Halen/Edward Van Halen) – 5:35
16. "Dreams" (Michael Anthony/Sammy Hagar/Alex Van Halen/Edward Van Halen) – 4:59
17. "Hallelujah" (Sammy Hagar) – 4:17

## Créditos
- Sammy Hagar: voz, guitarra
- Victor Johnson: guitarra
- Jesse Harms: teclados
- Mona Gnader: bajo
- David Lauser: batería

### Invitados especiales
- Michael Anthony: bajo en "Top of the World", "When It's Love", "Right Now" y "Dreams"
- Gary Cherone: voz en "When It's Love"
- Pat Badger, Fran Sheehan, Sib Hashian, Barry Goudreau: coros en "When It's Love"

## Sencillos
- "Hallelujah" b/w "Right Now (en vivo)" (Sanctuary SANDJ-85553-2)